# Gustavo Cisneros

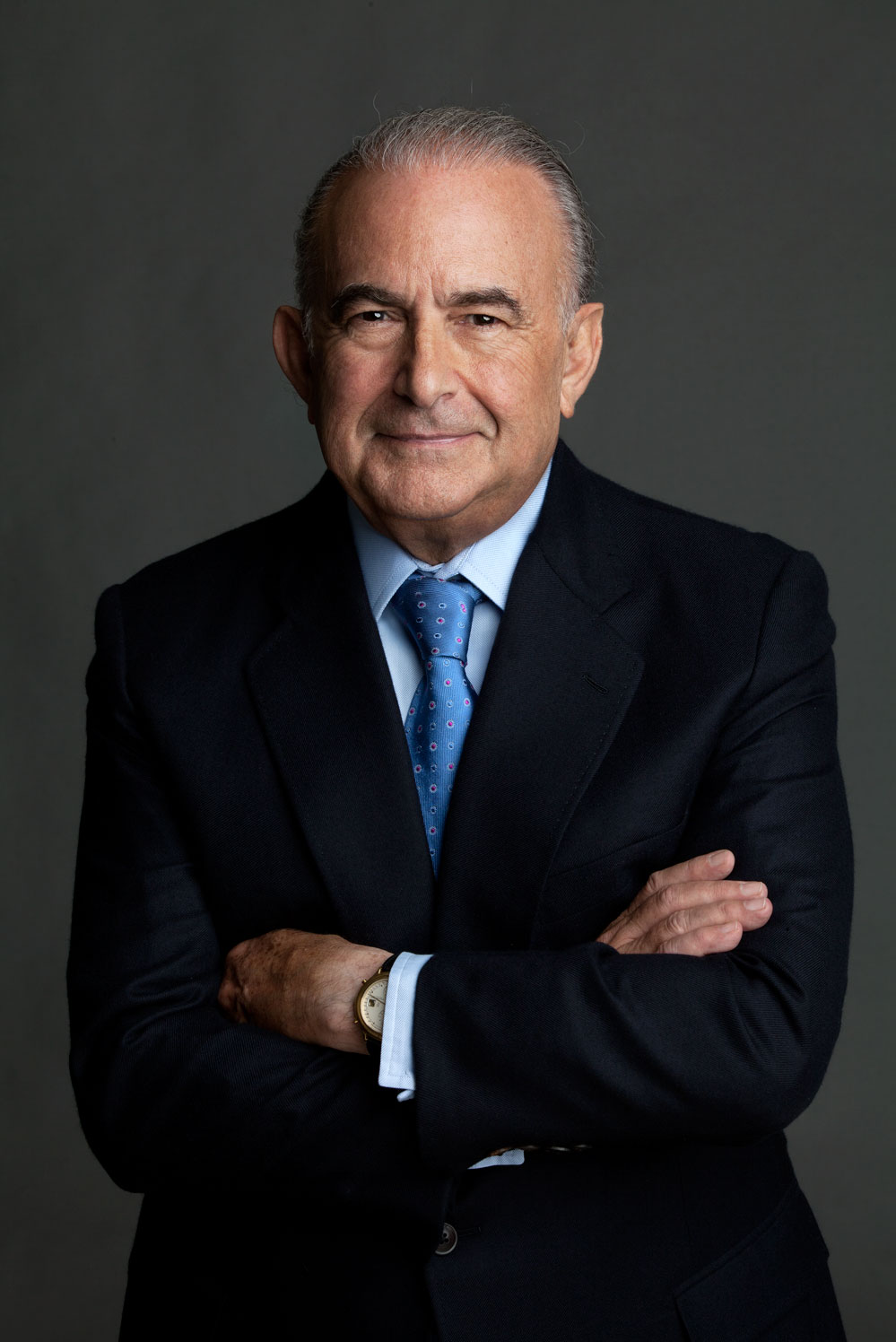
Gustavo Cisneros, 2015

Gustavo A. Cisneros Rendiles (* 1. Juni 1945 in Caracas; † 29. Dezember 2023) war ein venezolanischer Unternehmer in der Medien- und Getränkeindustrie. Er gilt als lateinamerikanischer Medienzar. Mit einem Vermögen von etwa 3,4 Milliarden US-Dollar (nach Forbes) gehört seine Familie zu den 150 reichsten Menschen der Welt.

## Herkunft und Werdegang
Cisneros war Sohn des kubanischstämmigen Unternehmers Diego Cisneros. Er studierte Betriebswirtschaftslehre an der privaten Wirtschaftshochschule Babson College in Wellesley, USA.
Diego Cisneros hatte seit 1929 in Caracas eine Spedition betrieben und wurde 1940 Konzessionär von Pepsi in Venezuela. 1960 hatte er mit seiner Unternehmensgruppe die Konzession für den privaten Fernsehsender Venevisión erhalten, der auf der Basis der Konkursmasse des Privatsenders Televisión Independiente, S.A. aufgebaut wurde.

## Unternehmerische Tätigkeit
Sein Sohn Gustavo übernahm 1968 die Position des Aufsichtsratsvorsitzenden und CEO der Cisneros-Unternehmensgruppe. Bei Venevisión baute er in den 1970er und 1980er Jahren dessen Produktionstätigkeit im Bereich TV-Shows und Telenovelas aus. Daneben erwarb er mit der Unternehmensgruppe Konzessionen US-amerikanischer Firmen aus der Nahrungsmittel- und Unterhaltungsbranche, u. a. von Burger King, Pizza Hut, Sears Roebuck und Blockbuster-Videotheken.
1992 übernahm die Cisneros-Gruppe einen bedeutenden Anteil an Univisión, dem größten Anbieter spanischsprachiger Fernsehprogramme in den Vereinigten Staaten. Damit begann die Internationalisierung der Cisneros-Gruppe, die sich in den Folgejahren an TV-Sendern und Pay-TV-Anstalten in ganz Lateinamerika beteiligte, darunter Chilevisión und Caracol TV aus Kolumbien. 1996 entstand als Unter-Unternehmensgruppe die Cisneros Television Group.
Im Jahr 2008 gehörten neben Venevisión unter anderem die Cervecería Regional, Americatel, die Wahlen zur Miss Venezuela und die Baseballmannschaft Leones del Caracas zur Unternehmensgruppe.

## Politische Einstellungen
Cisneros war Unterstützer der marktliberalen Politik, die der zweimalige Präsident Carlos Andrés Pérez umsetzte. Nach dem Amtsantritt von Hugo Chávez war er einer der profiliertesten Gegner des Präsidenten, von dem er die Verstaatlichung seiner venezolanischen TV- und Radiosender befürchtete. Chávez seinerseits stand Cisneros’ Medienunternehmen offen kritisch gegenüber, unter anderem, nachdem die Sender der Cisneros-Gruppe nicht über die Demonstrationen für Chávez beim versuchten Staatsstreich gegen diesen im Jahr 2002 berichteten. Cisneros hatte seine Geschäftstätigkeit mittlerweile zu 80 Prozent ins Ausland, vor allem in die andere Länder Lateinamerikas und die USA, verlegt. Die Bedeutung der Cisneros-Gruppe in der offenen Opposition gegen Chávez ging mit dessen Herrschaftskonsolidierung zurück.
Er starb am 29. Dezember 2023 im Alter von 78 Jahren.